# Teresa Wolińska
Teresa Wolińska (ur. 23 maja 1963 w Kutnie) – polska historyk, bizantynolog i mediewista, dr hab. profesor nadzwyczajny Uniwersytetu Łódzkiego.

## Życiorys
Członek Komisji Bizantynologicznej Komitetu Nauk o Kulturze Antycznej PAN. W sferze jej zainteresowań badawczych wchodzą dzieje Bizancjum VI–IX wiek, stosunki Bizancjum z państwami i ludami barbarzyńskimi zachodniej Europy, Armeńczycy i Armenia w VI–VII w., losy posiadłości bizantyńskich w Italii od VI do XI w., stosunki Bizancjum z papiestwem, cesarz Justynian oraz Sycylia w polityce bizantyjskiej.  
W latach 1982–1987 studiowała historię na Uniwersytecie Łódzkim, ukończyła studia z wyróżnieniem. W latach 1992–1996 pracowała jako asystent w Zakładzie Historii Bizancjum, a następnie do 2006 jako adiunkt. W 1995 roku obroniła pracę doktorską, a w 2005 – uzyskała habilitację, następnie profesurę nadzwyczajną UŁ. 

## Wybrane publikacje
- Stosunki papieża Grzegorza Wielkiego z dworem cesarskim i administracją bizantyńską, Piotrków Trybunalski: Wydawnictwo Filii Kieleckiej WSP 1998.
- Justynian Wielki, Kraków: Wydawnictwo WAM 2003.
- Sycylia w polityce bizantyńskiej w VI–IX w, Łódź: Wydawnictwo Uniwersytetu Łódzkiego 2005.
- (redakcja) Średniowieczna wizja świata. Jedność czy różnorodność. Idee i teksty: III Kongres Mediewistów Polskich, Łódź, 22–24 września 2008 roku, pod red. Teresy Wolińskiej, Mirosława J. Leszki, Łódź: Wydawnictwo Uniwersytetu Łódzkiego, 2009.
- (redakcja) Konstantynopol: Nowy Rzym. Miasto i ludzie w okresie wczesnobizantyjskim, pod red. Mirosława Leszki i Teresy Wolińskiej, Warszawa: Wydawnictwo Naukowe PWN 2011, ISBN 978-83-01-16521-5.